# VIIIe législature du royaume d'Italie

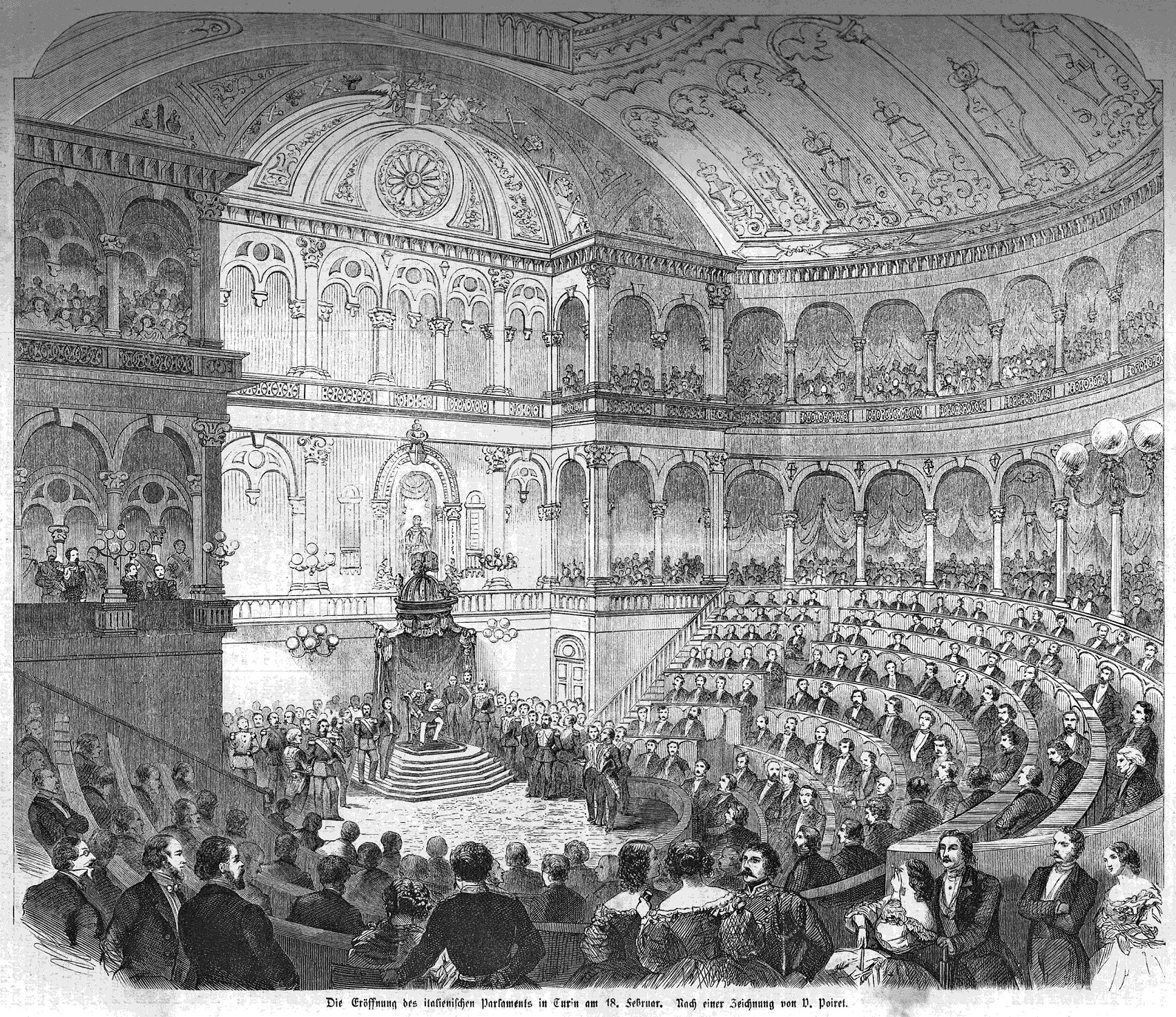
source à l'Antiquité italienne en 1860

La VIIIe législature du royaume d'Italie (en italien : La VIII Legislatura del Regno d'Italia) est la législature du royaume d'Italie qui a été ouverte le 18 février 1861 (à la suite des élections de 1861) et qui s'est fermée le 7 septembre 1865. 

## Gouvernements
- Gouvernement Cavour IV
  - Du 23 mars 1861 au 12 juin 1861
  - Président du Conseil des ministres : Camillo Cavour (Droite historique)
- Gouvernement Ricasoli I
  - Du 12 juin 1861 au 3 mars 1862
  - Président du Conseil des ministres : Bettino Ricasoli (Droite historique)
- Gouvernement Rattazzi I
  - Du 3 mars 1862 au 8 décembre 1862
  - Président du Conseil des ministres : Urbano Rattazzi (Gauche historique)
- Gouvernement Farini
  - Du 8 décembre 1862 au 24 mars 1863
  - Président du Conseil des ministres : Luigi Carlo Farini (Droite historique)
- Gouvernement Minghetti I
  - Du 24 mars 1863 au 28 septembre 1864
  - Président du Conseil des ministres : Marco Minghetti (Droite historique)
- Gouvernement La Marmora I
  - Du 28 septembre 1864 au 31 décembre 1865
  - Président du Conseil des ministres : Alfonso La Marmora (Droite historique)

## Président de la Chambre des députés
- Urbano Rattazzi
  - Du 18 février 1861 au 3 mars 1862
- Sebastiano Tecchio
  - Du 22 mars 1862 au 25 mai 1863
- Giovanni Battista Cassinis
  - Du 25 mai 1863 au 7 septembre 1865

## Président du Sénat
- Ruggero Settimo
  - Du 18 février 1861 au 25 mai 1863
- Federico Sclopis
  - Du 25 mai 1863 au 24 octobre 1864
- Giuseppe Manno
  - Du 24 octobre 1864 au 7 septembre 1865